# Света Петка Българска (Рупите)
Вижте пояснителната страница за други значения на Света Петка.
„Света Петка Българска“ е църква край село Рупите (Ширбаново), община Петрич, област Благоевград, България.

## История
Построен е през 1994 година по проект на архитектите Богдан Томалевски и Лозан Лозанов и изписан от художника Светлин Русев. Строител на храма е инженер Кочо Ангов. Кръстът над църквата е дело на скулптора Крум Дамянов.
Основен ктитор на храма е българската пророчица Ванга, живяла последните 20 години от своя живот в това село и погребана край храма.
Храмът от 2003 г. е сред 100-те национални туристически обекти.
- Входът към храма
- Камбанарията на храма
- Градината около храма